# Parafia Świętych Apostołów Piotra i Pawła w Radzyminie
Parafia pw. św. Apostołów Piotra i Pawła w Radzyminie – parafia należąca do dekanatu płońskiego południowego, diecezji płockiej, metropolii warszawskiej. Poprzednio należała do dekanatu płońskiego, diecezji płockiej, metropolii warszawskiej. Siedziba parafii mieści się w Radzyminie, w powiecie płońskim, w województwie mazowieckim.

## Historia
Została erygowana ok. 1390 przez biskupa Ścibora z Radzymina.

## Miejsca święte

### Kościół parafialny
Obecna świątynia została wybudowana w I połowie XVI wieku, zaś swój obecny wygląd zawdzięcza przebudowom przeprowadzonym w latach 1763–1767, 1865–1867 i 1905–1908. Kościół jest budynkiem murowanym, otynkowanym, orientowanym, jednonawowym z prezbiterium węższym od nawy. Ołtarz główny neobarokowy z II połowy XIX wieku – tworzą go obrazy Matki Boskiej z Dzieciątkiem w srebrnej sukience, Trójcy Świętej oraz świętych Piotra i Pawła (z 1870). Neobarokowe ołtarze boczne, podobnie jak ambona i chrzcielnica pochodzą z II połowy XIX wieku. W sąsiedztwie kościoła znajduje się XVIII-wieczna drewniana dzwonnica.

### Dawniej posiadane lub użytkowane przez parafię świątynie
- Informacje o pierwszym, drewnianym kościele nie zachowały się.
- Drugi, murowany kościół, wzniesiony pod koniec XIV wieku, był wzmiankowany w księgach biskupstwa płockiego w 1448 i 1500.

## Duszpasterze
- ks. Piotr Grzywaczewski od 2024
- ks. Grzegorz Bednarczyk 2018–2024

- ks. Zdzisław Kupiszewski 2009–2018

- ks. Ryszard Kruszewski 2001–2009

- ks. Józef Różański 1989–2001

- ks. Stefan Czarnecki 1982–1989

- ks.Józef Filipowicz 1974–1982

- ks.Tadeusz Wysokiński 1956–1974

## Obszar parafii

### Miejscowości i ulice
W granicach parafii znajdują się miejscowości:

- Beszyno,
- Bogusławice,
- Cempkowo,
- Cholewy,
- Jeżewo,
- Michałowo,
- Radzymin,
- Radzyminek,
- Skrzynki,
- Stachowo,
- Wichorowo,
- Woźniki,
- Wroninko,
- Wronino
- Wróblewo.

### Sąsiednie parafie
Sąsiadujące z parafią pw. Świętych Apostołów Piotra i Pawła w Radzyminie są parafie (wszystkie diecezji płockiej):
- Parafia pw. św. Floriana w Krysku
- Parafia pw. św. Tekli w Naruszewie
- Parafia pw. św. Michała Archanioła w Płońsku
- Parafia pw. św. Pankracego w Starym Guminie